# Roncus ingaunus
Roncus ingaunus är en spindeldjursart som beskrevs av Giulio Gardini 1991. Roncus ingaunus ingår i släktet Roncus och familjen helplåtklokrypare. Inga underarter finns listade i Catalogue of Life.